# 張維彬
張維彬（？—？），雲南省澂江府江川縣人，清朝政治人物、進士出身。
光緒十五年（1889年），参加光緒己丑科殿試，登進士二甲99名。同年五月，改翰林院庶吉士。光緒十六年四月，散館，著以知县即用。